# 1435 en arts plastiques
| Années des arts plastiques : 1432 - 1433 - 1434 - 1435 - 1436 - 1437 - 1438    |
| Décennies des arts plastiques : 1400 - 1410 - 1420 - 1430 - 1440 - 1450 - 1460 |

Cette page concerne l'année 1435 en arts plastiques.

## Événements
- Rogier de le Pasture s'installe à Bruxelles, dans le Brabant (où son nom sera désormais flamandisé en Rogier van der Weyden) ; dès son arrivée, il est nommé peintre officiel de la ville. La Guilde de Saint-Luc lui passe commande de Saint Luc dessinant la Vierge  pour la cathédrale Sainte-Gudule.
- Leon Battista Alberti écrit en latin De pictura, un traité de peinture.
- Jan van Eyck réalise la polychromie de plusieurs statues représentant des comtes et comtesses de Flandre pour la façade de l'hôtel de ville de Bruges.
- Le Maître de Catherine de Clèves commence son activité d'enlumineur à Utrecht.
- Le Maître de Dunois, enlumineur et peintre, commence son activité à Paris.
- Le conseil municipal de Cologne passe commande à Stefan Lochner du Retable des saints patrons de Cologne pour la chapelle de l'Hôtel de ville.

## Œuvres
- Vierge à l'Enfant avec saint Dominique et saint Thomas d'Aquin de Fra Angelico.
- Le Festin d'Hérode, fresque de Masolino da Panicale  au baptistère de Castiglione Olona.
- Le Maître des Vitae Imperatorum achève la décoration du Bréviaire de Marie de Savoie.
- Vers 1435 : 
  - La Vierge du chancelier Rolin et Portrait de Baudoin de Lannoy de Jan van Eyck.
  - Retable du Miroir du Salut de Konrad Witz.
  - Le Festin d'Hérode, bas-relief en marbre (technique du stiacciato) de Donatello.

## Naissances
- 2 novembre : Andrea della Robbia, céramiste florentin, mort le 14 août 1525.
- Date précise inconnue ou non renseignée :
  - Pietro Lombardo, sculpteur et architecte italien, mort en 1515.
- vers 1435 : 
  - Bernt Notke, peintre et sculpteur allemand, mort en 1509. ou 1517.

## Décès
- Date précise inconnue ou non renseignée :
  - Francesco di Valdambrino, peintre et sculpteur sur bois italien, né vers 1363.
- Vers 1435 :
  - Michael Pacher, peintre et sculpteur autrichien, mort fin juillet/début août 1498.
  - Andrea del Verrocchio, sculpteur, peintre et orfèvre florentin, mort le 7 octobre 1488.